# Rhiner Cruz
Rhiner Allen Cruz Montero (né le 1er novembre 1986 à Saint-Domingue, République dominicaine) est un lanceur droitier des Ligues majeures de baseball qui a joué pour les Astros de Houston entre 2012 et 2013 puis pour les Blue Jays de Toronto en 2018.

## Carrière
Rhiner Cruz signe son premier contrat professionnel en 2003 avec les Tigers de Détroit. Il évolue deux saisons en ligues mineures dans l'organisation des Tigers. Mis sous contrat par les Mets de New York en février 2007, il s'aligne en ligues mineures dans cette organisation pendant cinq années sans atteindre le niveau majeur. Le 8 décembre 2011, les Astros de Houston le réclament des Mets via le repêchage de règle 5.
Cruz obtient sa première chance de jouer dans le baseball majeur le 7 avril 2012 avec les Astros.